# Магидсон, Марк Павлович
Марк Па́влович Магидсо́н (1901—1954) — советский кинооператор. Лауреат двух Сталинских премий второй степени (1949, 1951).

## Биография
До работы в кинематографе (с 1929 года) был ретушёром и провинциальным фотографом. Работал в творческом дуэте с маэстро советского немого кино — Я. А. Протазановым. Был новатором и энтузиастом советского кино. Во время съёмки фильма «Бесприданница» предлагал неожиданные художественные решения — например, провести всю съёмку с нижних точек, а для этого поднять уже выстроенную декорацию на полтора метра над полом.
Погиб 14 июня 1954 года в автомобильной катастрофе. Похоронен на Введенском кладбище (5 уч.).
Дочь Магидсона, Лариса Железнова (р. 1943) в 1960—1990-х годах работала редактором в дубляжной группе киностудии имени Горького, писала синхронные тексты ко многим иностранным фильмам.

## Фильмография
- 1934 — Три песни о Ленине
- 1935 — Гибель сенсации — оператор
- 1936 — Бесприданница — оператор
- 1938 — Семиклассники
- 1939 — Комендант Птичьего острова
- 1940 — Весенний поток
- 1942 — Швейк готовится к бою
- 1942 — Бой под Соколом
- 1943 — Лермонтов
- 1943 — Новые похождения Швейка
- 1945 — Здравствуй, Москва!
- 1947 — Свет над Россией
- 1948 — Повесть о настоящем человеке — оператор-постановщик
- 1950 — Заговор обречённых — оператор
- 1951 — Белинский
- 1951 — Спортивная честь — оператор-постановщик
- 1953 — Вихри враждебные («Феликс Дзержинский»)
- 1954 — Верные друзья — оператор-постановщик

## Награды и премии
- Сталинская премия второй степени (1949) — за съёмки фильма «Повесть о настоящем человеке» (1948)[3]
- Сталинская премия второй степени (1951) — за съёмки фильма «Заговор обречённых» (1950)